# Diadegma rufigaster
Diadegma rufigaster là một loài tò vò trong họ Ichneumonidae.